# Рахат (Карагайлинский сельский округ)
Рахат (каз. Рахат) — село в Карасайском районе Алматинской области Казахстана. Входит в состав Карагайлинского сельского округа. Код КАТО — 195243400.

## Население
В 1999 году население села составляло 900 человек (442 мужчины и 458 женщин). По данным переписи 2009 года в селе проживало 988 человек (466 мужчин и 522 женщины).